# Liste de peintures de Giambattista Tiepolo
Cette page fournit une liste chronologique de peintures du vénitien Giambattista Tiepolo (1696-1770).

## Avant 1740
| Image             | Thème      | Titre | Date                  | Technique                            | Dimensions     | Lieu de Conservation                                                         | Référence                    |
| ----------------- | ---------- | --- | --------------------- | ------------------------------------ | -------------- | ---------------------------------------------------------------------------- | ---------------------------- |
|                   | Religieux  | Saint François d'Assise en méditation | vers 1713             | huile sur toile                      |                | Pinacoteca Querini Stampalia, Venise                                         | Pinacoteca Querini Stampalia |
|                   | Histoire   | La Reine Zénobie devant l'empereur Aurélien | vers 1717             | huile sur toile                      |                | Musée du Prado, Madrid                                                       | Musée                        |
|                   | Histoire   | L'Enlèvement des Sabines | 1717-1718             | huile sur toile                      | 288 × 588 cm   | Musée de l'Ermitage, Saint-Petersbourg                                       | Musée                        |
|                   | Histoire   | Chasseur avec cerf cycle les Histoires de Zénobie commandé par Alvise Zenobio | 1718-1728             | huile sur toile                      | 262 × 146 cm   | Fondazione Cariplo, Milan                                                    | Fondation                    |
|                   | Histoire   | La Reine Zénobie s'adressant à ses soldats cycle les Histoires de Zénobie commandé par Alvise Zenobio                                                                                  | 1725-1730             | huile sur toile                      | 261 × 366 cm   | National Gallery of Art, Washington                                          | Musée                        |
|                   | Histoire   | La Répudiation d’Agar | 1719                  | huile sur toile                      | 96 × 136 cm    | Collection Rasini, Milan                                                     | Archives Larousse            |
|                   | Religieux  | L'Education de la Vierge | 1720-1722             | huile sur toile                      | 48 × 27 cm     | musée des beaux-arts de Dijon                                                | Notice Joconde               |
|                   | Mythologie | Apollon et Marsyas série de quatre toiles pour un palais de Belluno | 1720-1722             | huile sur toile                      | 100 × 135 cm   | Gallerie dell'Accademia de Venise                                            | Musées de Venise             |
|                   | Mythologie | L'Enlèvement d'Europe série de quatre toiles pour un palais de Belluno | ~1725                 | huile sur toile                      | 100 × 135 cm   | Gallerie dell'Accademia de Venise                                            | Gallerie Accademia           |
|                   | Mythologie | Bacchus et Ariane | Années 1720           | huile sur toile                      | 52 × 65 cm     | Collection privée Vente Sotheby's 2013                                       | Catalogue Sotheby's          |
|                   | Histoire   | Alexandre et Campaspe dans l’atelier d’Apelle | 1720-1725             | huile sur toile                      | 54 × 74 cm     | Musée des beaux-arts de Montréal                                             | Utpictura 18                 |
|                   | Histoire   | Vierge à l'enfant | 1720-1725             | huile sur toile                      | 64 × 48 cm     | Walters Art Museum, Baltimore                                                | Musée                        |
|                   | Biblique   | Le Triomphe de David | 1720-1725             | huile sur toile                      | 19 × 36 cm     | Paris, Musée du Louvre                                                       | Notice Joconde               |
|                   | Religieux  | Le Martyre de saint Barthélemy | 1722                  | huile sur toile                      | 167 × 139 cm   | église San Stae, Venise                                                      | Chorus Venezia               |
|                   | Biblique   | Suzanne et les vieillards | 1722-1723             | huile sur toile                      | 56 × 43 cm     | Wadsworth Atheneum, Hartford                                                 | Musée                        |
|                   | Religieux  | L'Apothéose de sainte Thérèse | 1722-1724             |                                      |                | église Santa Maria di Nazareth, Venise                                       |                              |
|                   | Religieux  | La Gloire de saint Dominique | 1723                  | huile sur toile                      | 78 × 72 cm     | Gallerie dell'Accademia de Venise                                            | Musée                        |
|                   | Religieux  | Les Tentations de saint Antoine l'abbé | 1724-1725             | huile sur toile                      | 40 × 47 cm     | Pinacothèque de Brera, Milan                                                 | Musée                        |
|                   | Religieux  | L'Annonciation | 1724-1725             | huile sur toile                      | 46 × 38 cm     | Musée de l'Ermitage, Saint-Petersbourg                                       | Musée                        |
|                   | Biblique   | Épisode de l'histoire des Macchabées | 1724-1725             | huile sur toile                      | 195 × 231 cm   | Musée de Castelvecchio, Vérone                                               | Musée                        |
|                   | Religieux  | Crucifixion | 1725                  | fresque                              |                | Église San Martino de Burano                                                 |                              |
|                   | Allégorie  | Allégorie du Pouvoir de l'Éloquence | vers 1725             | huile sur toile                      | 77 × 49 cm     | Institut Courtauld, Londres Modello de plafond pour le Palazzo Sandi, Venise | A&A                          |
| Détail : Orphée   | Allégorie  | Allégorie du Pouvoir de l'Éloquence | 1725                  | fresque de plafond                   |                | Palazzo Sandi, Venise                                                        | Connaissances des arts       |
|                   | Religieux  | Saint Louis de Gonzague en gloire | vers 1726             | huile sur toile                      | 58 × 47 cm     | Institut Courtauld, Londres                                                  | ArtUK                        |
|                   | Religieux  | Les Anges chanteurs | 1726                  | fresque                              |                | chapelle du Saint Sacrement Cathédrale d'Udine                               | Blog                         |
| Catégorie Commons |            | Palais archiépiscopal d'Udine | 1726                  | fresque                              |                | Plafond du Tribunal Ecclésiastique Palais archiépiscopal d'Udine             | Réseau muséal d'Udine        |
|                   | Religieux  | Abraham et les trois anges | 1726-1729             | fresque                              |                | Palais archiépiscopal d'Udine Galleria del Tiepolo                           |                              |
|                   | Antiquité  | L'Érection de la statue d'un empereur Décor de plafond du séminaire archiépiscopal d'Udine                                                                                             | 1735-1736             | Huile sur toile                      | 420 × 175 cm   | Musée des Offices, Florence                                                  | Offices et Palais Pitti      |
|                   | Histoire   | L'Enlèvement des Sabines | 1725                  | huile sur toile                      | 43 × 74 cm     | Musée Sinebrychoff, Helsinki                                                 | Musée                        |
|                   | Biblique   | Abraham, Isaac et Jacob | 1727-1728             | fresque                              |                | Galerie des Hôtes Palais archiépiscopal d'Udine                              | Réseau muséal d'Udine        |
|                   | Biblique   | Le Songe de Jacob | 1726-1729             | fresque                              |                | Palais archiépiscopal d'Udine                                                | Utpictura 18                 |
|                   | Histoire   | La Bataille de Verceil Série pour la pièce de réception de la Ca' Dolfin, Venise | 1725-1729             | huile sur toile                      | 77 × 49 cm     | Metropolitan Museum, New York                                                | Notice du Musée              |
|                   | Histoire   | La Conquête de Carthage Série pour la pièce de réception de la Ca' Dolfin, Venise | 1725-1729             | huile sur toile                      | 411 × 377 cm   | Metropolitan Museum, New York                                                | Notice du Musée              |
|                   | Histoire   | Mort du consul L. J. Brutus dans un duel avec Aruns Série de dix toiles, scènes de l'histoire romaine pour la pièce de réception de la Ca' Dolfin, Venise                              | 1728-1730             | huile sur toile                      | 383 × 182 cm   | Kunsthistorisches Museum, Vienne                                             | Musée                        |
|                   | Histoire   | Hannibal reconnaît la tête de son frère Hasdrubal Série de dix toiles, scènes de l'histoire romaine pour la pièce de réception de la Ca' Dolfin, Venise                                | 1728-1730             | huile sur toile                      | 400 × 182 cm   | Kunsthistorisches Museum, Vienne                                             | Musée                        |
|                   | Histoire   | Quintus Fabius Maximus devant le sénat de Carthage série de dix toiles pour la pièce principale de Ca’ Dolfin, Venise                                                                  | 1728-1730             | huile sur toile                      |                | Musée de l'Ermitage, Saint-Petersbourg                                       | Musée                        |
|                   | Histoire   | Mucius Scaevola et Porsenna modello pour l’un des Dix Faits de l’histoire romaine qui ornaient jadis le palais Dolfin à Venise aujourd’hui au musée de l’Ermitage, à Saint-Pétersbourg |                       | huile sur toile                      |                | Musée Magnin, Dijon                                                          | Musée                        |
|                   | Histoire   | Mucius Scaevola devant Porsenna série de dix toiles pour la pièce principale de Ca’ Dolfin, Venise                                                                                     | 1728-1730             | huile sur toile                      | 387 × 227 cm   | Musée de l'Ermitage, Saint-Petersbourg                                       | Musée                        |
|                   | Histoire   | Le Triomphe de Marius série de dix toiles pour la pièce principale de Ca’ Dolfin, Venise                                                                                               | 1729                  | huile sur toile                      | 559 × 327 cm   | Metropolitan Museum of Art, New York                                         | Notice du musée              |
|                   | Histoire   | Le Triomphe de Manius Curius Dentatus série de dix toiles pour la pièce principale de Ca’ Dolfin, Venise                                                                               | vers 1730             | huile sur toile                      | 550 × 322 cm   | Musée de l'Ermitage, Saint-Petersbourg                                       | Musée                        |
|                   | Histoire   | La Dictature offerte à Cincinnatus série de dix toiles pour la pièce principale de Ca’ Dolfin, Venise                                                                                  | vers 1730             | huile sur toile                      | 387 × 227 cm   | Musée de l'Ermitage, Saint-Petersbourg                                       | Musée                        |
|                   | Histoire   | Coriolan aux portes de Rome série de dix toiles pour la pièce principale du Palais Dolfin, Venise                                                                                      | vers 1730             | huile sur toile                      | 387 × 224 cm   | Musée de l'Ermitage, Saint-Petersbourg                                       | Musée                        |
|                   | Mythologie | Allégorie du jour naissant - Phaeton et Apollon | vers 1730             | huile sur toile                      | 68 × 53 cm     | Académie des beaux-arts de Vienne                                            | AKG                          |
|                   | Mythologie | Apollon et Phaeton | vers 1731             | huile sur toile                      | 64 × 48 cm     | Musée d'Art du comté de Los Angeles                                          | Musée                        |
|                   | Religieux  | Vierge à l'Enfant avec saint Antoine | 1730-1735             | huile sur toile                      | 37 × 48 cm     | Fondazione Cini, Venise                                                      | Arte.it                      |
|                   | Biblique   | La Découverte de Moïse | début des années 1730 | huile sur toile                      | 202 × 342 cm   | Galerie nationale d'Écosse, Édimbourg                                        | Musée                        |
|                   | Mythologie | Persée et Andromède étude pour un plafond du Palazzo Archinto, Milan détruite par un bombardement en 1943                                                                              | 1730-1731             | huile sur toile                      | 52 × 41 cm     | Frick Collection, New York                                                   | Musée                        |
|                   | Religieux  | Saint Roch | 1730-1735             | huile sur toile                      | 53 × 42 cm     | Musée des beaux-arts et d'archéologie Besançon                               | Notice Joconde               |
|                   | Religieux  | Saint Roch | 1730-1735             | Huile sur papier sur toile           | 45 × 34 cm     | Philadelphia Museum of Art                                                   | Musée                        |
|                   | Religieux  | Saint Roch | 1730-1735             | huile sur toile                      | 44 × 31 cm     | Musée des beaux-arts de Strasbourg                                           | Notice Joconde               |
|                   | Religieux  | Vierge à l'Enfant | 1730-1745             | huile sur toile                      | 49 × 41 cm     | Detroit Institute of Arts                                                    | Musée                        |
|                   | Mythologie | Zéphyr et Flore | 1730-1735             | huile sur toile                      | 395 × 225 cm   | Ca' Rezzonico, Venise                                                        | Musei di Venizia             |
|                   | Religieux  | Vierge et l'Enfant avec les saints Dominique et Hyacinthe | 1730-1735             | huile sur toile                      | 274 × 137 cm   | Art Institute of Chicago                                                     | Musée                        |
|                   | Littéraire | Jeune homme avec un arc et un grand carquois et son compagnon avec un bouclier anciennement intitulé Télémaque et Mentor                                                               | 1730-1750             | huile sur toile                      | 114 × 174 cm   | Rijksmuseum, Amsterdam                                                       | Musée                        |
|                   | Religion   | L'Éducation de la Vierge Esquisse pour S. Maria della Consolazione | 1731                  | huile sur toile                      | 78 × 62 cm     | Paris, musée du Louvre                                                       | Notice Joconde               |
|                   | Religion   | L'Éducation de la Vierge | vers 1732             | huile sur toile                      | 362 × 200 cm   | Église Santa Maria della Fava ou S. Maria della Consolazione                 | Campiello-Venise             |
|                   | Religion   | Nativité | 1732                  | huile sur toile                      |                | Basilique Saint-Marc, Venise                                                 | Artetradizionepresepio       |
|                   | Histoire   | Scipion et l'esclave | 1731                  | Fresque sur toile                    | 520 × 450 cm   | Palazzo Dugnani, Milan                                                       | Blog Milano nei seicoli      |
|                   | Religion   | Le Martyre de Saint Jean-Baptiste | 1732-1733             | fresque                              | 350 × 300 cm   | Chapelle Colleoni, Bergame                                                   |                              |
|                   | Religion   | Le Prêche de Saint Jean-Baptiste | 1732-1733             | fresque                              | 350 × 300 cm   | Chapelle Colleoni, Bergame                                                   |                              |
|                   | Religion   | La Décapitation de Saint Jean-Baptiste | 1733                  | Huile sur toile                      | 33 × 43 cm     | Nationalmuseum, Stockholm                                                    | Musée                        |
|                   | Religion   | Dernière communion de saint Jérôme | 1732-1733             | huile sur toile                      | 33 × 44 cm     | Staatsgalerie (Stuttgart)                                                    | Musée                        |
|                   | Religion   | La Mort de saint Jérôme | 1732-1733             |                                      | 33 × 44 cm     | Musée Poldi Pezzoli, Milan                                                   | Musée                        |
|                   | Biblique   | Joseph recevant l'anneau de Pharaon | 1732-1735             | huile sur toile                      | 106 × 180 cm   | Dulwich Picture Gallery, Londres                                             | Musée                        |
|                   | Biblique   | Fléau des serpents | 1732-1735             | huile sur toile                      | 167 × 135 cm   | Gallerie dell'Accademia de Venise                                            | Musée                        |
|                   | Biblique   | Abraham priant devant les trois anges | vers 1730             | huile sur toile                      | 120 × 140 cm   | Scuola Grande de San Rocco, Venise                                           | Scuola                       |
|                   | Biblique   | Agar et Ismaël | 1732-1733             | huile sur toile                      | 120 × 140 cm   | Scuola Grande de San Rocco, Venise                                           | Scuola                       |
|                   | Religieux  | L'Immaculée Conception | 1733-1734             | huile sur toile                      | 49 × 29 cm     | Amiens, Musée de Picardie                                                    | Notice Joconde               |
|                   | Religieux  | Immaculée conception |                       | huile sur toile                      | 386 × 190 cm   | Museo Civico Palazzo Chiericati, Vicenza                                     | Musée                        |
|                   | Religieux  | Gloire de tous les saints ou Quadro del Paradiso Retable | 1735                  | huile sur toile                      | 383 × 236 cm   | Église di Ognissanti, Rovetta                                                | Nardini                      |
|                   | Religieux  | Saint Martin de Tours | 1734                  | huile sur toile                      | 88 × 74 cm     | Ca' Rezzonico, Venise                                                        | Musei Venezia                |
|                   | Religieux  | Saint Blaise | v. 1734               | huile sur toile                      | 92 × 76 cm     | Ca' Rezzonico, Venise                                                        | Musei Venezia                |
|                   | Religieux  | La Vierge et l'Enfant apparaissant à un groupe de saints | 1735                  | huile sur toile                      | 53 × 32 cm     | National Gallery, Londres                                                    | Musée                        |
|                   | Religieux  | La Vierge à l'Enfant | v. 1735               | huile sur toile                      | 33 × 24 cm     | Musée du Louvre, Paris                                                       | Notice Joconde               |
|                   | Religieux  | Saint Roch porté au ciel par des anges | 1735-1745             | huile sur toile                      | 41 × 34 cm     | National Gallery of Art, Washington                                          | Musée                        |
|                   | Religieux  | L'Apothéose de Saint Roch | 1740-1745             | huile sur toile                      | 41 × 34 cm     | Yale University Art Gallery, Washington                                      | Musée                        |
|                   | Religieux  | Les Saints Ermagora et Fortuna | 1736                  | huile sur toile                      |                | Cathedrale di S. Maria Assunta, Udine Chapelle des saints patrons            | Diocèse                      |
|                   | Religieux  | La Trinité | 1736                  | huile sur toile                      |                | Cathedrale di S. Maria Assunta, Udine Chapelle de la sainte Trinité          | Wikipedia italien            |
|                   | Mythologie | Junon et Lune | 1735-1745             | huile sur toile                      | 213 × 230 cm   | Musée des Beaux-Arts de Houston                                              | Musée                        |
|                   | Mythologie | Danaé et Jupiter | 1736                  | huile sur toile                      | 41 × 53 cm     | Universitet Konsthistoriska Institutionen, Stockholm                         | Art Reneval                  |
|                   | Religieux  | Quatre saints : Saint Augustin, Louis de France, Jean l'évangéliste et un saint évêque esquisse pour un retable de l'Église San Salvador de Venise                                     | avant 1737            | huile sur toile                      | 58 × 33 cm     | National Gallery, Londres                                                    | Musée                        |
|                   | Biblique   | Josué arrête le soleil | vers 1737             | huile sur toile                      | 28 × 72 cm     | Musée Poldi Pezzoli, Milan                                                   | Musée                        |
|                   | Religieux  | La Montée au calvaire élément d'un triptyque offert par Alvise Corner | 1737-1738             | huile sur toile                      | 450 × 517 cm   | Église Sant'Alvise, Venise                                                   | Chorus Venezia               |
|                   | Religieux  | La Flagellation et le couronnement d’épines éléments d'un triptyque offert par Alvise Corner                                                                                           | 1737-1738             | huile sur toile                      |                | Église Sant'Alvise, Venise                                                   | Chorus Venezia               |
|                   | Religieux  | Le Portement de Croix | vers 1738             | huile sur toile                      | 52 × 63 cm     | Gemaldegalerie (Berlin)                                                      | Web gallery                  |
|                   | Religieux  | L'Institution du Rosaire | vers 1737             | huile sur toile                      | 108 × 51 cm    | Gallerie dell'Accademia de Venise                                            | Musée                        |
|                   | Religieux  | Saint Dominique en gloire | 1737-1739             | fresque                              |                | Église Sainte Marie du Rosaire ou dei Gesuati, Venise                        | Chorus Venezia               |
|                   | Religieux  | L'Institution du Rosaire | 1737-1739             | fresque                              | 1 200 × 450 cm | Plafond de la nef Église Sainte Marie du Rosaire ou dei Gesuati, Venise      | Chorus Venezia               |
|                   | Religieux  | La Vierge recevant les prières de Saint Dominique | 1737-1739             | Huile sur papier marouflée sur toile | 37 × 56 cm     | Musée des Beaux-Arts de Boston                                               | Musée                        |
|                   | Religieux  | La Vierge apparaît à Saint Dominique | 1737-1739             | fresque                              |                | Plafond de la nef Église Sainte Marie du Rosaire ou dei Gesuati, Venise      | Chorus Venezia               |
|                   | Religieux  | La Vierge apparaît à sainte Rose de Lima à sainte Catherine de Sienne et à sainte Agnès de Montepulciano                                                                               | 1748                  | huile sur toile                      | 340 × 168 cm   | Église dei Gesuati, Venise                                                   | Musées de Venise             |
|                   | Religieux  | Une vision de la Trinité apparaissant au pape Clément | 1735-1739             | huile sur toile                      | 69 × 55 cm     | National Gallery, Londres                                                    | Musée                        |
|                   | Religieux  | Le pape Clément adorant la Trinité | 1739                  | huile sur toile                      | 488 × 256 cm   | Alte Pinakothek, Munich                                                      | Musée                        |
|                   | Religieux  | Étude pour "Le Martyre de Saint Sébastien pour le monastère des Augustins à Diessen | 1739                  | huile sur toile                      | 52 × 32 cm     | Cleveland Museum of Art                                                      | Musée                        |
|                   | Religieux  | Le Martyre de Saint Sébastien | vers 1738             | huile sur toile                      |                | Église Sainte Marie, Diessen                                                 |                              |
|                   | Mythologie | Apollon et les continents modèle pour les fresques d'une voûte dans le Palazzo Clerici à Milan                                                                                         | vers 1739             | huile sur toile                      | 99 × 63 cm     | Musée d'Art Kimbell, Fort Worth                                              | Musée                        |
|                   | Mythologie | Héra, déesse grecque détail | 1741                  | fresque                              |                | dans Palazzo Clerici, Milan                                                  | Beniculturali                |

## De 1740 à 1750
| Image                                     | Thème      | Titre | Date             | Technique                     | Dimensions      | Lieu de Conservation                                            | Référence              |
| ----------------------------------------- | ---------- | --- | ---------------- | ----------------------------- | --------------- | --------------------------------------------------------------- | ---------------------- |
|                                           | Biblique   | Les Hébreux ramassant la manne dans le désert (esquisse)                                                                                      | v. 1740          | huile sur toile               | 92 × 67 cm      | Musée national des Beaux-Arts (Argentine)                       | Musée                  |
|                                           | Biblique   | La Récolte de la manne | v. 1740          | huile sur toile               | 1 000 × 525 cm  | Basilica San Lorenzo, Verolanuova chapelle du saint Sacrement   | Utpictura 18           |
|                                           | Biblique   | Le Triomphe d'Amphitrite | v. 1740          | huile sur toile               | 213 × 442 cm    | Gemäldegalerie Alte Meister, Dresde                             | Musée                  |
|                                           | Religieux  | Pénitence, humilité, vérité | 1739-1744        | huile sur toile               | 240 × 235 cm    | Scuola Grande dei Carmini, Venise Salle du chapitre             | Scuola                 |
|                                           | Religieux  | La Vierge du Carmel apparait à saint Simon Stock esquisse pour la scuola dei Carmini de Venise                                                | 1739             | huile sur toile               | 66 × 42 cm      | Musée du Louvre, Paris                                          | Notice Joconde         |
|                                           | Religieux  | La Vierge en gloire remet à saint Simon Stock le scapulaire                                                                                   | 1739-1744        | huile sur toile               | 533 × 342 cm    | Scuola Grande dei Carmini, Venise Salle du chapitre             | Scuola                 |
|                                           | Religieux  | Les Vertus théologales : Foi, Espérance, Charité                                                                                              | 1739-1744        | huile sur toile               | 533 × 342 cm    | Scuola Grande dei Carmini, Venise Salle du chapitre             | Scuola                 |
|                                           | Religieux  | Le Courage et la Justice | 1739-1744        | huile sur toile               | 533 × 342 cm    | Scuola Grande dei Carmini, Venise Salle du chapitre             | Scuola                 |
|                                           | Religieux  | Prudence, pureté et tempérance | 1739-1744        | huile sur toile               | 533 × 342 cm    | Scuola Grande dei Carmini, Venise Salle du chapitre             | Scuola                 |
|                                           | Religieux  | L'Ange qui sauve un garçon qui tombe d'un échafaudage                                                                                         | 1739-1744        | huile sur toile               | 533 × 342 cm    | Scuola Grande dei Carmini, Venise Salle du chapitre             | Scuola                 |
|                                           | Religieux  | L'Ange vêtu de rouge porte le scapulaire pour les fidèles                                                                                     | 1739-1744        | huile sur toile               | 533 × 342 cm    | Scuola Grande dei Carmini, Venise Salle du chapitre             | Scuola                 |
|                                           | Religieux  | Ange aux lys et putto aux scapulaires | 1739-1744        | huile sur toile               | 533 × 342 cm    | Scuola Grande dei Carmini, Venise Salle du chapitre             | Scuola                 |
|                                           | Religieux  | L'Ange aux indulgences | 1739-1744        | huile sur toile               | 533 × 342 cm    | Scuola Grande dei Carmini, Venise Salle du chapitre             | Scuola                 |
|                                           | Religieux  | La Vierge apparaissant à saint Philippe Neri                                                                                                  | 1740             | huile sur toile               | 360 × 182 cm    | Museo Diocesano, Camerino                                       | Région des Marches     |
|                                           | Biblique   | Sacrifice de Melchisédech | v. 1740          | huile sur toile               | 91 × 67 cm      | Musée national des Beaux-Arts (Argentine)                       | Musée                  |
|                                           | Biblique   | Le Sacrifice de Melchisedech | 1740             | huile sur toile               | 100 × 55 cm     | Basilica romana minore, Verolanuova chapelle du saint Sacrement | Commune de Verolanuova |
|                                           | Biblique   | Alexandre et Campaspe chez le peintre Apelle                                                                                                  | v. 1740          | huile sur toile               | 42 × 54 cm      | Getty Center, Los Angeles                                       | Musée                  |
|                                           | Allégorie  | Cupidons avec des raisins (Allégorie de l'Automne)                                                                                            | années 1740      | huile sur toile               | 149 × 145 cm    | Musée de l'Ermitage, Saint-Petersbourg                          | Musée                  |
|                                           | Mythologie | Satyre femelle avec une maison, un enfant et un putto                                                                                         | 1740-1742        | huile sur toile Paire, ovales | 60 × 95 cm      | Norton Simon Museum, Pasadena                                   | Musée                  |
|                                           | Mythologie | Satyre femelle avec un tambourin, un enfant et un putto                                                                                       | 1740-1742        | huile sur toile Paire, ovales | 60 × 95 cm      | Norton Simon Museum, Pasadena                                   | Musée                  |
|                                           | Biblique   | La Découverte de Moïse | 1740-1745        | huile sur toile               | 234 × 308 cm    | National Gallery of Victoria, Melbourne                         | Musée                  |
|                                           | Religieux  | Saint Gaétan de Thiène entre Saint Jean Baptiste et Saint Antoine Abbé                                                                        | 1740-1745        | huile sur toile               | 51 × 29 cm      | Musée Poldi Pezzoli, Milan                                      | Musée                  |
|                                           | Littéraire | Renaud se tournant de honte devant le bouclier magique série de quatre panneaux de la villa Cornaro, d'après Le Tasse                         | 1742-1745        | huile sur toile               | 161 × 53 cm     | National Gallery, Londres                                       | Musée                  |
|                                           | Littéraire | Homme assis, Femme avec une cruche et jeune garçon série de quatre panneaux de la villa Cornaro, d'après Le Tasse                             | 1740-1746        | huile sur toile               | 160 × 53 cm     | National Gallery, Londres                                       | Musée                  |
|                                           | Littéraire | Deux hommes en costume oriental série de quatre panneaux de la villa Cornaro, d'après Le Tasse                                                | 1740-1746        | huile sur toile               | 159 × 53 cm     | National Gallery, Londres                                       | Musée                  |
|                                           | Histoire   | Antonio Riccobono (1541–1599) Professeur de rhétorique à l’Université de Padoue                                                               | vers 1743        | huile sur toile               | 102 × 89 cm     | Pinacoteca dell’Accademia dei Concordi, Rovigo                  | Akg Image              |
|                                           | Religieux  | La Crucifixion | 1745-1750        | huile sur toile               | 79 × 88 cm      | musée d'art de Saint-Louis                                      | Musée                  |
|                                           | Religieux  | Saint Patrick évêque d'Irlande | 1746             | huile sur toile               |                 | Musées civiques de Padoue                                       | Padova culture         |
|                                           | Mythologie | Le Sacrifice d'Iphigénie étude pour un cycle de fresques pour la villa Cornaro à Merlengo                                                     | 1747-1750        | huile sur toile               | 39 × 62 cm      | Kunsthalle de Hambourg                                          | Musée                  |
|                                           | Littéraire | Armide abandonnée par Renaud pour le palais Cornaro, d'après Le Tasse                                                                         | 1740-1746        | huile sur toile               | 187 × 261 cm    | Art Institute of Chicago                                        | Musée                  |
|                                           | Littéraire | Armide rencontre Renaud endormi pour le palais Cornaro, d'après Le Tasse                                                                      | 1742-1745        | huile sur toile               | 187 × 217 cm    | Art Institute of Chicago                                        | Musée                  |
|                                           | Littéraire | Renaud et le mage d'Ascalon pour le palais Cornaro, d'après Le Tasse                                                                          | 1742-1745        | huile sur toile               | 183 × 188 cm    | Art Institute of Chicago                                        | Musée                  |
|                                           | Littéraire | Renaud et Armide dans le jardin pour le palais Cornaro, d'après Le Tasse                                                                      | 1742-1745        | huile sur toile               | 187 × 259 cm    | Art Institute of Chicago                                        | Musée                  |
|                                           | Histoire   | Mécène présentant les arts libéraux à l'empereur Auguste                                                                                      | 1743             | huile sur toile               | 69 × 89 cm      | Musée de l'Ermitage, Saint-Petersbourg                          | Musée                  |
|                                           | Histoire   | La Famille de Darius devant Alexandre | 1743             | fresque                       |                 | Villa Cordellina, Montecchio Maggiore                           | Provincia Vicenza      |
|                                           | Allégorie  | La Vertu et la Noblesse repoussant l'Ignorance dans les airs Esquisse pour le plafond du salon de la villa Cordellina à Montecchio Maggiore   | v. 1743          | huile sur toile               | 64 × 36 cm      | Dulwich Picture Gallery                                         | Musée                  |
| Le miracle de la Sainte Maison de Lorette | Religieux  | Transport de la Sainte Maison de Lorette | 1743             | huile sur toile               | 123 × 78 cm     | Getty Center, Los Angeles                                       | Musée                  |
| Transport de la Sainte Maison de Lorette  | Religieux  | Transport de la Sainte Maison de Lorette Modèle pour le plafond perdu de l'Église Santa Maria di Nazareth                                     | v. 1743          | huile sur toile               | 126 × 86 cm     | Gallerie dell'Accademia de Venise                               | Musée                  |
|                                           | Allégorie  | La Vertu et la noblesse | 1740-1750        | huile sur toile               | 30 × 35 cm      | Musée Poldi Pezzoli, Milan                                      | Google Arts            |
|                                           | Allégorie  | Le Triomphe de la vertu et de la noblesse sur l'ignorance Plafond peint pour le Palazzo Manin, Venise                                         | 1740-1750        | huile sur toile               | 320 × 392 cm    | Norton Simon Museum, Pasadena                                   | Musée                  |
|                                           | Mythologie | L'Enlèvement d'Europe | après 1743       | huile sur toile               | 74 × 66 cm      | Galerie nationale d'Écosse, Édimbourg                           | Musée                  |
|                                           | Allégorie  | La Vérité dévoilée par le Temps | 1743             | huile sur toile               | 254 × 340 cm    | Museo Civico Palazzo Chiericati, Vicenza                        | Musée                  |
|                                           | Histoire   | Le Banquet de Cléopâtre modello du "Banquet de Cléopâtre" de la National Gallery de Melbourne                                                 | 1742-1743        | huile sur toile               | 50 × 69 cm      | Musée Cognacq-Jay, Paris                                        | Paris Musée            |
|                                           | Histoire   | Le Banquet de Cléopâtre | 1743-1744        | huile sur toile               | 250 × 357 cm    | National Gallery of Victoria, Melbourne                         | Musée                  |
|                                           | Histoire   | Le Banquet de Cléopâtre peut-être esquisse pour la fresque du Palais Labia                                                                    | années 1740      | huile sur toile               | 46 × 67 cm      | National Gallery, Londres                                       | Musée                  |
|                                           | Histoire   | Le Banquet de Cléopâtre esquisse pour le Palais Labia                                                                                         | 1746-1747        | huile sur toile               |                 | Université de Stockholm                                         |                        |
|                                           | Histoire   | Le Banquet de Cléopâtre | 1746-1747        | fresque                       | 650 × 300 cm    | Palais Labia, Venise                                            | Utpictura 18           |
|                                           | Histoire   | La Rencontre d’Antoine et de Cléopâtre | 1746-1747        | fresque                       | 650 × 300 cm    | Palais Labia, Venise                                            | Utpictura 18           |
|                                           | Histoire   | La Rencontre d'Antoine et Cléopâtre | vers 1747        | huile sur toile               | 67 × 38 cm      | Galerie nationale d'Écosse, Édimbourg                           | Musée                  |
|                                           | Histoire   | La Rencontre d'Antoine et Cléopâtre étude pour l'ancien palais de Yusupov à Arkhangelskoïe                                                    | 1745-1747        | huile sur toile               | 88 × 87 cm      | Metropolitan Museum of Art, New York                            | Notice du Musée        |
|                                           | Histoire   | Antoine menant Cléopâtre à bord | avant 1750       | huile sur toile               | 78 × 54 cm      | Statens Museum for Kunst, Copenhague                            | Musée                  |
|                                           | Mythologie | L'Empire de Flore | 1743             | huile sur toile               | 72 × 89 cm      | Musée des beaux-arts de San Francisco                           | Musée                  |
|                                           | Allégorie  | L'Apothéose de l'amiral Vettor Pisani modèle à l'huile pour la peinture du plafond du palais Pisani Moretta                                   | vers 1743        | huile sur toile               | 41 × 72 cm      | Musée national de l'art occidental, Tokyo                       | Musée                  |
|                                           | Mythologie | Bacchus et Ariane | 1743-1745        | huile sur toile               | 214 × 232 cm    | National Gallery of Art, Washington                             | Musée                  |
|                                           | Mythologie | Diane et Actéon | 1743-1744        | huile sur toile               | 79 × 90 cm      | Fondation et Collection Emil G. Bührle, Zurich                  | Musée                  |
|                                           | Mythologie | Apollon et Daphné | 1744-1745        | huile sur toile               | 96 × 79 cm      | Musée du Louvre, Paris                                          | Notice Joconde         |
|                                           | Allégorie  | La Vertu et la Noblesse terrassant l'Ignorance pour le palais de Pietro Barbarigo à Santa Maria del Giglio                                    | 1744-1745        | huile sur toile               | 280 × 420 cm    | Plafond de la salle Tiepolo Ca' Rezzonico, Venise               | Musée                  |
|                                           | Religieux  | Martyre de Sainte Théodora (Théodosie de Tyr)                                                                                                 | 1745             | huile sur toile               | 55 × 34 cm      | Ca' Rezzonico, Venise                                           | Musei Venezia          |
|                                           | Religieux  | Notre-Dame du Mont-Carmel avec Saint Simon Stock, Sainte Thérèse d'Avila, Saint Albert de Verceil, le prophète Élie et les âmes au purgatoire | 1745             | huile sur toile               | 210 × 650 cm    | Pinacothèque de Brera, Milan                                    | Musée                  |
|                                           | Histoire   | L'Arrivée d'Henri III à la Villa Contarini esquisse pour la Villa Contarini                                                                   | v. 1745          | huile sur toile               | 72 × 107 cm     | Collection privée, Paris Vente Christie's 2012                  | Catalogue Christie's   |
|                                           | Histoire   | Henri III reçu à la Villa Contarini pour la villa Contarini                                                                                   | v. 1745          | fresque marouflée sur toile   | 210 × 650 cm    | Musée Jacquemart-André, Paris                                   | Musée                  |
|                                           | Religieux  | Deux saints : Saints Maximus et Oswald (?) petite composition pour le maître-autel de l'église de S. Massimo et S. Osvaldo à Padoue           | 1740-1745        | huile sur toile               | 51 × 29 cm      | Musée Poldi Pezzoli, Milan                                      | Musée                  |
|                                           | Religieux  | Deux saints : Saints Maximus et Oswald (?) petite composition pour le maître-autel de l'église de S. Massimo et S. Osvaldo à Padoue           | 1740-1745        | huile sur toile               | 61 × 36 cm      | Musée des Beaux-Arts Pouchkine, Moscou                          | Musée                  |
|                                           | Religieux  | Deux saints : Saints Maximus et Oswald (?) petite composition pour le maître-autel de l'église de S. Massimo et S. Osvaldo à Padoue           | v. 1745          | huile sur toile               | 58 × 32 cm      | National Gallery, Londres                                       | Musée                  |
|                                           | Religieux  | La Cène | 1745-1750        | huile sur toile               | 80 × 89 cm      | Musée du Louvre, Paris                                          | Notice Joconde         |
|                                           | Histoire   | Les Matrones romaines font des offrandes à Junon                                                                                              | 1745-1750        | huile sur toile               | 145 × 113 cm    | High Museum of Art, Atlanta                                     | Musée                  |
|                                           | Religieux  | Catherine de Sienne | vers 1746        | huile sur toile               | 70 × 52 cm      | Kunsthistorisches Museum, Vienne                                | Musée                  |
|                                           | Mythologie | Bellérophon volant vers la gloire | 1746-1747        | fresque                       | 600 × 600 cm    | Palais Labia, Venise                                            | Utpictura 18           |
|                                           | Religieux  | La Dernière communion de sainte Lucie | 1747-1748        | huile sur toile               | 222 × 101 cm    | Santi Apostoli, Venise                                          | Musées de Venise       |
|                                           | Religieux  | Saint Jacques le Grand vainqueur des Maures                                                                                                   | 1749-1750        | huile sur toile               | 317 × 163 cm    | Musée des beaux-arts de Budapest                                | Musée                  |
|                                           | Religieux  | Le Martyre de sainte Agathe | 1750             | huile sur toile               | 184 × 131 cm    | Gemäldegalerie                                                  | Akg Images             |
|                                           | Religieux  | Les Saints patrons de la famille Crotta | 1750             | huile sur toile               | 194 × 318 cm    | Musée Städel, Francfort-sur-le-Main                             | Musée                  |
|                                           | Littéraire | Lucrèce et Tarquin | 1750 conjecturel | huile sur toile               | 140 × 103 cm    | Augsbourg, Staatsgalerie Altdeutsche Meister                    | Utpictura 18           |
|                                           | Religieux  | L'Exaltation de la croix et sainte Hélène destinée à l'église des Capucines de Città di Castello                                              | 1750-1755        | huile sur toile               | 486 cm de diam. | Gallerie dell'Accademia de Venise                               | Musée                  |

## Après 1750
| Image | Thème      | Titre | Date                | Technique                         | Dimensions               | Lieu de Conservation                                                                     | Référence               |
| ----- | ---------- | --- | ------------------- | --------------------------------- | ------------------------ | ---------------------------------------------------------------------------------------- | ----------------------- |
|       | Allégorie  | Glorification de la famille Barbaro pour le plafond des pièces du Palazzo Barbaro | vers 1750           | huile sur toile                   | 244 × 468 cm             | Metropolitan Museum of Art, New York                                                     | Notice du musée         |
|       | Histoire   | Scène de l'Antiquité | vers 1750           | huile sur toile                   | 140 × 109 cm ovale       | National Gallery of Art, Washington                                                      | Musée                   |
|       | Mythologie | Diane, Apollon et Nymphes esquisse pour le Triomphe de Diane plafond du salon du rez-de-chaussée de la villa Cornaro à Merlengo                                                          | vers 1750           | huile sur toile                   | 60 × 48 cm               | Dulwich Picture Gallery, Londres                                                         | Musée                   |
|       | Mythologie | Apollon à la poursuite de Daphnée | vers 1750           | huile sur toile                   | 408 × 210 cm             | Alte Pinakothek, Munich                                                                  | Musée                   |
|       | Allégorie  | L'Ange de la Renommée | vers 1750           | fresque montée sur toile          | 198 × 331 cm             | Rhode Island School of Design Museum                                                     | Musée                   |
|       | Mythologie | Zéphyr et Flore | 1750-1753           | huile sur toile                   | 42 × 37 cm               | Musée des beaux-arts de Strasbourg                                                       | Notice Joconde          |
|       | Littéraire | Renaud se voit dans le bouclier d'Ubalde | 1750-1753           | huile sur toile                   | 69 × 132 cm              | Musée des Offices, Florence                                                              | Web Gallery             |
|       | Littéraire | Renaud abandonne Armide | 1750-1755           | Huile sur toile                   | 70 × 132 cm              | Musée des Offices, Florence                                                              | Offices et Palais Pitti |
|       | Histoire   | Mucius Scaevola devant Porsenna | 1750-1753           | huile sur toile                   | 103 × 120 cm             | Martin von Wagner Museum, Würzburg                                                       | Utpictura 18            |
|       | Religieux  | Sainte Cécile | 1750-1760           | huile sur toile                   | 98 × 79 cm               | musée national d'Art de Catalogne Barcelone                                              | Musée                   |
|       | Portrait   | Portrait de Daniele IV Dolfin, procurateur et capitaine de la flotte | 1750-1760           | huile sur toile                   | 235 × 158 cm             | Pinacoteca Querini Stampalia Venise                                                      | Musées de Venise        |
|       | Allégorie  | Neptune offre des cadeaux à Venise | années 1750-1760    | huile sur toile                   | 135 × 275 cm             | Palais des doges, Venise                                                                 | Palais                  |
|       | Religieux  | Pilate présentant le Christ à la foule des juifs ou Ecce Homo esquisse ? | 1750-1770           | huile sur toile                   | 65 × 42 cm               | musée du Louvre, Paris                                                                   | Notice Joconde          |
|       | Histoire   | L'Investiture de Mgr Herold, évêque de Wurtzbourg en tant que duc de Franconie esquisse pour une des fresques de la voûte du Kaisersaal (salle de réception) de la Résidence de Würzburg | 1751-1752           | huile sur toile                   | 72 × 51 cm               | Metropolitan Museum of Art, New York                                                     | Notice du musée         |
|       | Histoire   | L'investiture de Herold en tant que duc de Franconie | 1751                | fresque                           | 400 × 500 cm             | Kaisersaal (salle de réception) de la Résidence de Würzburg                              | Web Gallery             |
|       | Allégorie  | Les Continents : L'Amérique | 1750-1753           | fresque nord                      |                          | Escalier d'honneur de la Résidence de Würzburg                                           | Connaissances des arts  |
|       | Histoire   | Apollon conduit Béatrice de Bourgogne en tant qu'épouse à Frédéric Ier, empereur du Saint-Empire romain germanique Esquisse pour le plafond du Kaisersaal de la Résidence de Würzburg    | 1750-1751           | huile sur toile                   | 65 × 106 cm              | Staatsgalerie (Stuttgart)                                                                | Musée                   |
|       | Mythologie | Allégorie des Planètes et des Continents esquisse pour le plafond de l'escalier de la Résidence de Würzburg                                                                              | 1752                | huile sur toile                   | 185 × 139 cm             | Metropolitan Museum of Art, New York                                                     | Notice du musée         |
|       | Portrait   | Buste de vieil homme | 1751-1755           | huile sur toile                   | 61 × 50 cm               | Galerie nationale de Prague                                                              | Musée                   |
|       | Littéraire | Renaud et Armide dans le jardin | 1752                | huile sur toile                   | 105 × 140 cm             | Würzburg, Martin von Wagner Museum                                                       | Utpictura 18            |
|       | Religieux  | Le Christ et la Femme adultère | 1752-1753           | huile sur toile                   | 77 × 127 cm              | Musée des Beaux-Arts de Marseille                                                        | Utpictura 18            |
|       | Mythologie | La Mort de Hyacinthe | 1752-1753           | huile sur toile                   | 287 × 232 cm             | Musée Thyssen-Bornemisza, Madrid                                                         | Musée                   |
|       | Religieux  | Les Saints Fidèle de Sigmaringen et Joseph de Leonessa piétinent l'hérésie | 1752-1758           | huile sur toile                   | 247 × 171 cm             | Galerie nationale de Parme                                                               |                         |
|       | Religieux  | Le Christ à Gethsémani | après 1753          | huile sur toile                   | 79 × 88 cm               | Kunsthalle de Hambourg                                                                   | Musée                   |
|       | Religieux  | Couronnement d'épines du Christ | après 1753          | huile sur toile                   | 79 × 88 cm               | Kunsthalle de Hambourg                                                                   | Musée                   |
|       | Religieux  | Le Couronnement de la Vierge modèle pour les fresques du plafond de l'Église de la Pietà                                                                                                 | 1754                | huile sur toile                   | 103 × 77 cm              | Musée d'Art Kimbell, Fort Worth                                                          | Musée                   |
|       | Religieux  | Le Couronnement de la Vierge | 1754                | huile sur toile                   | 103 × 77 cm              | Plafond de l'Église de la Pietà                                                          |                         |
|       | Mythologie | Latinus offrant sa fille Lavinia à Enée en mariage | 1753-1754           | huile sur toile                   | 40 × 109 cm              | Statens Museum for Kunst, Copenhague                                                     | Musée                   |
|       | Mythologie | Allégorie avec Vénus et le Temps | 1754                | huile sur toile                   | 292 × 190 cm             | National Gallery, Londres                                                                | Musée                   |
|       | Histoire   | L'Entrée du gonfalonnier Piero Soderini à Florence en 1502 | 1754                |                                   |                          | propriété de la Confédération suisse prêtée en permanence à l’Ambassade de Suisse à Rome | Collections             |
|       | Religieux  | La Vierge apparaît à Saint Jean Népomucène | 1754                |                                   |                          | Église San Polo, Venise                                                                  | Chorus venezia          |
|       | Religieux  | Les Vertus théologales | vers 1755           | huile sur toile                   | 38 × 39 cm octogonale    | Musées royaux des beaux-arts de Belgique Bruxelles                                       | Musée                   |
|       | Religieux  | Vierge avec six saints | 1755-1756           | huile sur toile                   | 72 × 56 cm avec cadre    | Musée des Beaux-Arts de Budapest                                                         | Musée                   |
|       | Allégorie  | Le Couronnement du mérite | 1755-1760           | huile sur toile                   | 37 × 43 cm               | Musée des Beaux-Arts de Boston                                                           | Musée                   |
|       | Religieux  | L'Adoration des rois pour le maître-autel du monastère de Schwarzach | 1755-1760           | huile sur toile                   | 68 × 87 cm               | National Gallery of Art, Washington                                                      | Musée                   |
|       | Portrait   | Jeune femme avec un tricorne | 1755-1760           | huile sur toile                   | 62 × 49 cm               | National Gallery of Art, Washington                                                      | Musée                   |
|       | Portrait   | Jeune femme à la mandoline | 1755-1760           | huile sur toile                   | 94 × 75 cm               | Detroit Institute of Arts                                                                | Musée                   |
|       | Littéraire | Renaud et Armide | 1755-1760           | huile sur toile                   | 39 × 62 cm               | Gemaldegalerie (Berlin)                                                                  | Web gallery             |
|       | Littéraire | Renaud quitte Armide | 1755-1760           | huile sur toile                   | 39 × 62 cm               | Gemaldegalerie (Berlin)                                                                  | Web gallery             |
|       | Mythologie | Mythologie romaine avec Giandomenico Catégorie Commons | 1757                | fresques                          |                          | Villa Valmarana "Ai Nani", Vicence                                                       | Webgallery              |
|       | Allégorie  | La Noblesse, la Vertu et le Mérite se dirigeant vers le temple de la Gloire pour les noces unissant les familles Rezzonico et Savorgnan                                                  | 1757                | fresques                          | 600 × 100 cm             | Ca' Rezzonico, Venise                                                                    | Musées de Venise        |
|       | Religieux  | L'Apothéose de Gaétan de Thiène | 1757                | huile sur toile                   | 2 000 × 1 200 cm         | Santa Maria Maddalena, Rampazzo, Camisano Vicentino                                      | Église Sta Maddalena    |
|       | Religieux  | Saint Sylvestre baptise Constantin | 1757-1759           | huile sur toile                   | 324 × 172 cm             | Eglise de S. Silvestro, autel Majeur Folzano - Brescia                                   | Église de Folzano       |
|       | Religieux  | Mort de Didon | 1757-1770           | huile sur toile                   | 40 × 63 cm               | Musée des Beaux-Arts Pouchkine, Moscou                                                   | Musée                   |
|       | Religieux  | Sainte Thècle priant pour les victimes de la peste croquis préliminaire pour le retable de l'abside de la cathédrale d'Este                                                              | 1758-1759           | huile sur toile                   | 81 × 45 cm               | Metropolitan Museum of Art, New York                                                     | Notice du musée         |
|       | Religieux  | L'Immaculée Conception (Joachim et Anna recevant la Vierge Marie de Dieu le Père) Modèle d'un retable pour le Couvent de S. Chiara à Cividale aujourd'hui à la Gemäldegalerie de Dresde  | vers 1757           | huile sur toile                   | 49 × 126 cm              | Rijksmuseum, Amsterdam                                                                   | Musée                   |
|       | Religieux  | La Vision de sainte Anne | 1759                | huile sur toile                   | 244 × 120 cm sommet rond | Gemäldegalerie, Dresde                                                                   | Musée                   |
|       | Religieux  | L'Adoration des mages | 1753                | huile sur toile                   | 408 × 210 cm             | Alte Pinakothek, Munich                                                                  | Musée                   |
|       | Religieux  | L'Adoration des mages | fin des années 1750 | huile sur toile                   | 60 × 48 cm               | Metropolitan Museum of Art, New York                                                     | Notice du musée         |
|       | Religieux  | Assomption de Marie | 1759                | huile sur toile                   | 60 × 48 cm               | Oratorio della Puritá, Udine                                                             | Viaggio Friul           |
|       | Allégorie  | Vertu et Noblesse couronnant l'Amour | 1759-1761           | huile sur toile                   | 377 × 303 cm             | Musée des Beaux-Arts de Boston                                                           | Musée                   |
|       | Allégorie  | Apothéose de la maison Pisani modèle pour la fresque de la Villa Pisani (Stra) | 1760                | huile sur toile                   | 140 × 96 cm              | Musée des beaux-arts d'Angers                                                            | Musée                   |
|       | Mythologie | Alexandre et Bucéphale | vers 1757-1760      | huile sur toile                   | 59 × 35 cm               | Petit Palais, Paris                                                                      | Musée                   |
|       | Mythologie | La Mort de Sophonisbe | vers 1760           | huile sur toile                   | 48 × 38 cm               | Musée Thyssen-Bornemisza, Madrid                                                         | Musée                   |
|       | Mythologie | La Guérison miraculeuse du fils en colère | vers 1760           | huile sur toile                   | 48 × 29 cm               | Collection privée restituée en 2010 par le Musée du Hannovre                             | Musée                   |
|       | Mythologie | Étude pour un plafond avec personnification du conseil | avant 1762          | huile sur toile                   | 27 × 49 cm               | National Gallery of Art, Washington                                                      | Musée                   |
|       | Intérieur  | Projet de décor pour un dessus-de-porte | 1762                | huile sur toile                   | 67 × 31 cm               | Musée du Louvre, Paris                                                                   | Musée                   |
|       | Allégorie  | Apothéose de la monarchie espagnole esquisse pour le plafond de l'antichambre de la Reine Palacio Real, Madrid                                                                           | 1762-1766           | huile sur toile                   | 84 × 69 cm               | Metropolitan Museum of Art, New York                                                     | Notice du musée         |
|       | Allégorie  | Richesse et bienfaits de la monarchie espagnole sous Charles III modèle pour une vaste fresque de plafond dans la salle du trône du Palacio Real, Madrid                                 | 1762                | huile sur toile                   | 182 × 104 cm             | National Gallery of Art, Washington                                                      | Notice du musée         |
|       | Allégorie  | La Grandeur et le Pouvoir de la monarchie espagnole | 1764                | fresque                           | 1 500 × 900 cm           | Palais royal de Madrid                                                                   | Connaissance des arts   |
|       | Mythologie | Vénus et Vulcain Croquis pour le plafond du Salón de Alabarderos du Palais royal de Madrid, Madrid                                                                                       | vers 1765           | huile sur toile                   | 69 × 87 cm               | Philadelphia Museum of Art                                                               | Musée                   |
|       | Mythologie | Le Chariot d'Aurore projet pour la décoration d'un plafond du Palacio Real, Madrid | années 1760         | huile sur toile                   | 90 × 73 cm               | Metropolitan Museum of Art, New York                                                     | Notice du musée         |
|       | Mythologie | Vénus et Vulcain | 1762-1766           | fresque                           |                          | Palais royal de Madrid                                                                   |                         |
|       | Mythologie | Neptune et les vents probable étude pour une Apothéose d'Énée dans une salle du Palacio Real, Madrid                                                                                     | 1764-1766           | huile sur toile                   | 90 × 73 cm               | Metropolitan Museum of Art, New York                                                     | Notice du musée         |
|       | Mythologie | Apothéose d'Énée Etude pour le hall des gardes du Palacio Real | vers 1762           | huile sur toile                   | 67 × 51 cm               | Musée des Beaux-Arts de Boston                                                           | Musée                   |
|       | Mythologie | Flore et Zéphyr | vers 1760           | huile sur toile                   | 206 × 73 cm              | Yale University Art Gallery, New Haven                                                   | Musée                   |
|       | Religieux  | Christ dans la maison de Simon le pharisien d'après Véronèse | vers 1761           | huile sur toile                   | 145 × 158 cm             | National Gallery of Ireland                                                              | Musée                   |
|       | Portrait   | Jeune femme au perroquet serie commandée par l'impératrice Elizabeth de Russie | fin des années 1760 |                                   | 72 × 53 cm               | Ashmolean Museum, Oxford                                                                 | Musée                   |
|       | Portrait   | Portrait de dame en Flore peut-être de la serie commandée par l'impératrice Elizabeth de Russie                                                                                          | années 1760         | huile sur toile                   | 88 × 70 cm               | Collection privée Vente Sotheby's 2017                                                   | Catalogue Christie's    |
|       | Mythologie | Olympe ou le triomphe de Vénus croquis pour un plafond de la cour de Russie | 1761-1764           | huile sur toile                   | 87 × 61 cm               | Musée du Prado, Madrid                                                                   | Musée                   |
|       | Religieux  | La Fuite en Égypte | 1762-1770           | huile sur toile                   | 57 × 44 cm               | Museu Nacional de Arte Antiga de Lisbonne                                                | Site du Grand Palais    |
|       | Portrait   | Christina | 1762-1770           | huile sur toile                   | 60 × 49 cm               | Carnegie Museum of Art, Pittsburgh                                                       | Musée                   |
|       | Religieux  | Saint Charles Borromée | 1767-1769           | huile sur toile                   | 122 × 112 cm             | Cincinnati Art Museum                                                                    | Musée                   |
|       | Religieux  | Saint Antoine de Padoue avec le Christ enfant pour l'église de San Pascual d'Aranjuez | 1767-1769           | huile sur toile                   | 225 × 176 cm             | Musée du Prado, Madrid                                                                   | Musée                   |
|       | Religieux  | Ange avec une couronne de lis pour l'église de San Pascual d'Aranjuez | 1767-1769           | huile sur toile                   | 40 × 53 cm               | Musée du Prado, Madrid                                                                   | Musée                   |
|       | Religieux  | L'Immaculée Conception (Tiepolo) pour l'église de San Pascual d'Aranjuez | 1767-1769           | huile sur toile                   | 281 × 155 cm             | Musée du Prado, Madrid                                                                   | Musée                   |
|       | Religieux  | Allégorie de l'Immaculée Conception (Tiepolo) | vers 1769           | huile sur papier montée sur toile | 59 × 45 cm               | National Gallery of Ireland                                                              | Musée                   |
|       | Religieux  | Saint François d'Assise reçoit les stigmates modello | 1767                | huile sur toile                   | 64 × 39 cm               | Institut Courtauld, Londres                                                              | The Courtauld Gallery   |
|       | Religieux  | Saint François d'Assise reçoit les stigmates pour l'église de San Pascual d'Aranjuez | 1767-1769           | huile sur toile                   | 278 × 153 cm             | Musée du Prado, Madrid                                                                   | Musée                   |
|       | Religieux  | Vision de l'Eucharistie par de saint Pascal Baylon modello | 1767                | huile sur toile                   | 64 × 39 cm               | Institut Courtauld, Londres                                                              | The Courtauld Gallery   |
|       | Religieux  | Vision de saint Pascal Baylon pour l'église de San Pascual d'Aranjuez | 1767-1769           | huile sur toile                   | 340 × 180 cm             | Musée du Prado, Madrid                                                                   | Musée                   |
|       | Religieux  | Saint Joseph et l'Enfant Jésus | 1767-1769           | huile sur toile                   | 154 × 111 cm             | Detroit Institute of Arts                                                                | Musée                   |
|       | Religieux  | La Fuite en Egypte | 1767-1770           | huile sur toile                   | 60 × 41 cm               | Metropolitan Museum of Art, New York                                                     | Notice du musée         |
|       | Religieux  | Madone au Chardonneret | 1767-1770           | huile sur toile                   | 63 × 50 cm               | National Gallery of Art, Washington                                                      | Notice du musée         |
|       | Biblique   | Abraham et les trois anges | vers 1770           | huile sur toile                   | 196 × 151 cm             | Musée du Prado, Madrid                                                                   | Musée                   |
|       | Religieux  | Déposition du Christ ou Mise au tombeau modèle pour la Passion du Christ pour le Palais royal de Madrid                                                                                  | 1767-1770           | huile sur toile                   | 57 × 44 cm               | Museu Nacional de Arte Antiga de Lisbonne                                                | Musée                   |
|       | Histoire   | Alexandre le Grand et Diogène | vers 1770           | huile sur toile                   | 47 × 60 cm               | Musée de l'Ermitage, Saint-Petersbourg                                                   | Musée                   |
|       | Religieux  | Quatre saints camaldules | vers 1770           | huile sur toile                   |                          | Musée de Castelvecchio, Vérone                                                           | Musée                   |

## date non précisée
| Image | Thème      | Titre                                                                              | Date | Technique       | Dimensions   | Lieu de Conservation                                  | Référence            |
| ----- | ---------- | ---------------------------------------------------------------------------------- | ---- | --------------- | ------------ | ----------------------------------------------------- | -------------------- |
|       | Religieux  | Ecce homo                                                                          |      | huile sur toile | 58 × 40 cm   | Musée des Beaux-Arts de Caen                          | Utpictura 18         |
|       | Religieux  | La Fuite en Égypte                                                                 |      | huile sur toile |              | église San Zaccaria, Venise chapelle de Sant’Atanasio |                      |
|       | Religieux  | Scipion l'Africain libérant Massinissa Probablement commandé par la famille Corner |      | huile sur toile | 279 × 488 cm | Walters Art Museum, Baltimore                         | Musée                |
|       | Religieux  | Marie Madeleine vue de trois-quarts voilée de blanc                                |      | huile sur toile | 20 × 16 cm   | Collection privée Vente Sotheby's 2013                | Catalogue Sotheby's  |
|       | Religieux  | La Madone de face habillée de bleu                                                 |      | huile sur toile | 20 × 16 cm   | Collection privée Vente Sotheby's 2013                | Catalogue Sotheby's  |
|       | Religieux  | La Vierge immaculée                                                                |      | huile sur toile | 59 × 48 cm   | Collection privée Vente Sotheby's 2012                | Catalogue Sotheby's  |
|       | Religieux  | Saint François de Paule tenant un rosaire, un livre et un bâton                    |      | huile sur toile | 46 × 38 cm   | Collection privée Vente Sotheby's 2019                | Catalogue Sotheby's  |
|       | Portrait   | Tête d'un homme barbu portant un manteau de fourrure                               |      | huile sur toile | 61 × 50 cm   | Collection privée Vente Sotheby's 2019                | Catalogue Sotheby's  |
|       | Portrait   | Jeune garçon en costume de page tête et épaules                                    |      | huile sur toile | 46 × 41 cm   | Collection privée Vente Sotheby's 2011                | Catalogue Sotheby's  |
|       | Mythologie | Le Temps découvrant la Vérité                                                      |      | huile sur toile | 46 × 65 cm   | Collection privée Vente Sotheby's 2010                | Catalogue Sotheby's  |
|       | Religieux  | Vierge à l'Enfant                                                                  |      | huile sur toile | 48 × 39 cm   | Collection privée Vente Sotheby's 2007                | Catalogue Sotheby's  |
|       | Religieux  | L'Apothéose d'un saint guerrier Esquisse de plafond                                |      | huile sur toile |              | Musée Bonnat-Helleu, Bayonne                          | Musée                |
|       | Histoire   | La Continence de Scipion                                                           |      | huile sur toile | 60 × 44 cm   | Nationalmuseum, Stockholm                             | Musée                |
|       | Portrait   | Tête d'un homme barbu portant un manteau au col de fourrure                        |      | huile sur toile | 61 × 50 cm   | Collection privée Vente Sotheby's 2019                | Catalogue Sotheby's  |
|       | Religieux  | Saint Joseph et le Christ enfant                                                   |      | huile sur toile | 59 × 42 cm   | Collection privée Vente Christie's 2016               | Catalogue Christie's |